# Спутниковый конвертер

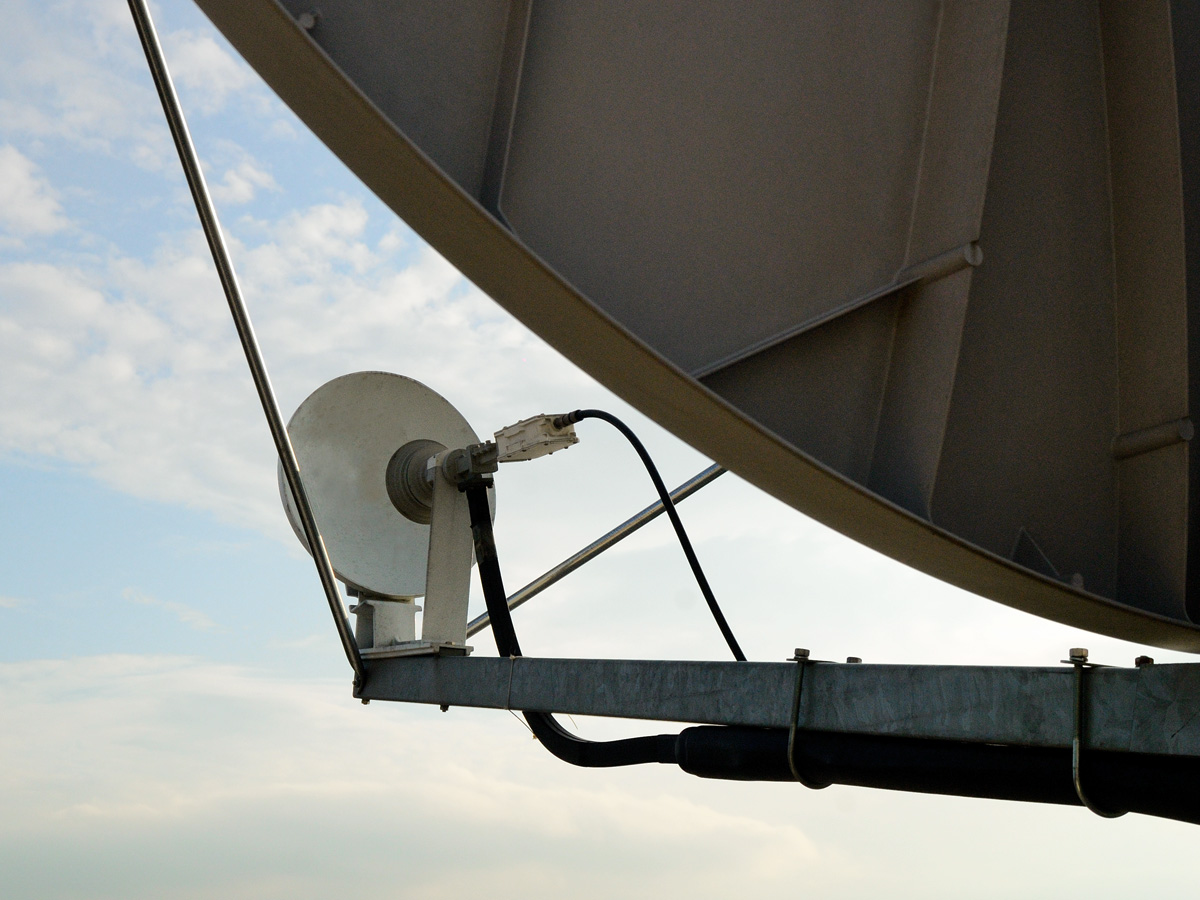
LNB Ku-диапазона на облучателе антенны спутниковой связи

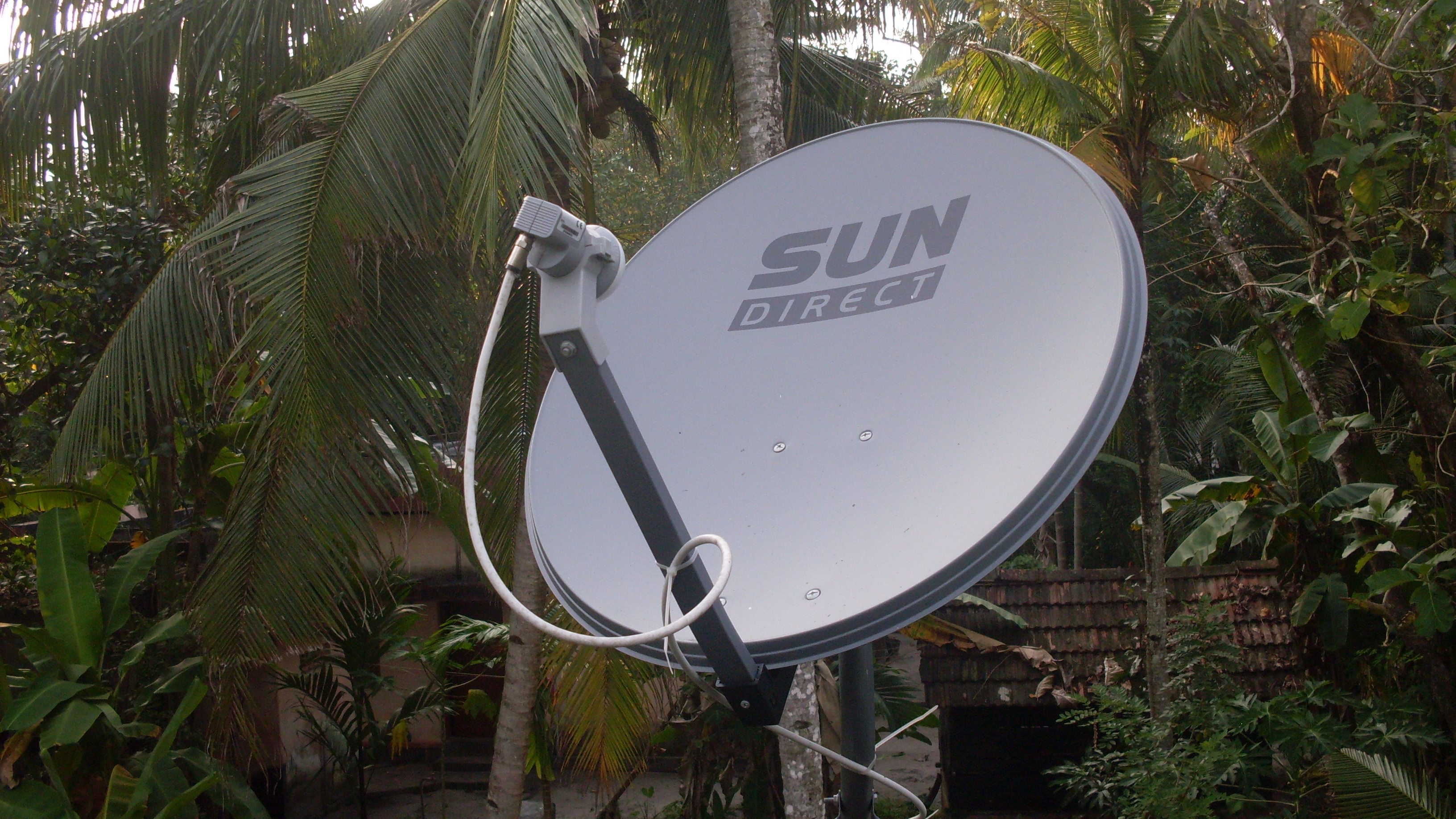
Конвертер с интегрированным облучателем (LNBF) на телевизионной спутниковой антенне

Спутниковый конвертер (англ. low-noise block downconverter, LNB) — приёмное устройство, объединяющее в себе малошумящий усилитель (МШУ, англ. LNA) принимаемого со спутника сигнала и понижающий преобразователь частоты (англ. Downconverter). Конвертер устанавливается на облучателе спутниковой антенны и подключается к приёмному оборудованию коаксиальным кабелем, по этому же кабелю осуществляется питание конвертера и, если требуется, передача управляющих сигналов.

## Усиление и шумовые характеристики
Усиление конвертера — отношение уровня выходного сигнала (после преобразования) к уровню сигнала, принимаемого антенной конвертера, выражается в децибелах. Типичные значения усиления конвертеров — от 40 до 65 дБ. Чем длиннее кабельная трасса до конвертера, тем большее усиление требуется чтобы обеспечить достаточный уровень сигнала на входе приёмного устройства (требуемый уровень сигнала зависит от характеристик конкретного устройства, типичное затухание в кабеле типа RG-6 на частотах 1-2 ГГц — 2-2.5 дБ на каждые 10 метров).
При достаточном уровне сигнала на входе приёмного устройства использование конвертера с бо́льшим усилением не дает улучшения приёма, поскольку конвертер принимает и усиливает в одинаковой мере как полезный сигнал, так и тепловой шум эфира. Даже в идеальном случае отношение сигнал/шум, от которого и зависит возможность приёма, после конвертера не изменится. Реальный конвертер вносит дополнительный собственный шум. Собственный тепловой шум конвертера описывается либо его эквивалентной шумовой температурой в Кельвинах, либо «коэффициентом шума» в децибелах, который показывает, насколько ухудшится отношение сигнал/шум после усиления и переноса частоты. Также опорный генератор конвертера вносит дополнительный фазовый шум, который влияет в первую очередь на возможность приема сигналов с высокими индексами модуляции.

## Преобразование частоты
Необходимость преобразования частоты после усиления сигнала связана с тем, что в большинстве случаев для спутниковой связи используются радиодиапазоны с частотами в единицы и десятки Гигагерц (C, X, Ku, Ka). Передача таких радиочастот по коаксиальному кабелю приводит к большому затуханию сигнала, а использование длинных волноводов многократно усложняет и удорожает систему. Преобразование частоты в диапазон 1-2 ГГц (L-диапазон) позволяет отнести приёмное оборудование (спутниковый ресивер, спутниковый модем, карта DVB-S/S2 и т. п.) на значительное расстояние (десятки метров) от спутникового конвертера.
Если требуется отнести приёмное оборудование на еще большее расстояние от спутниковой антенны, то могут использоваться дополнительные усилители сигнала L-диапазона, устанавливаемые в разрыв кабельной трассы, либо волоконно-оптическая линия и дополнительные устройства — оптические передатчики и приемники L-диапазона. Оптический передатчик может быть интегрирован в спутниковый конвертер. Нужно учитывать, что и усилители и оптические передатчики и приемники вносят дополнительный собственный шум, увеличивая шумовой коэффициент системы в целом.
Преобразование частоты происходит путем смешения сигнала опорного генератора (гетеродина, англ.  local oscillator, LO) спутникового конвертера и входного сигнала (англ. radio frequency, RF), принятого со спутника. На выходе смесителя образуется сигнал промежуточной частоты (англ.  intermediate frequency, IF), равной разнице частот опорного генератора и входного сигнала. Конвертеры делят на два основных типа в зависимости от конструкции опорного генератора — c диэлектрическим резонатором (DRO) или с синтезатором частоты (PLL).

### Конвертеры с диэлектрическим резонатором (DRO LNB)

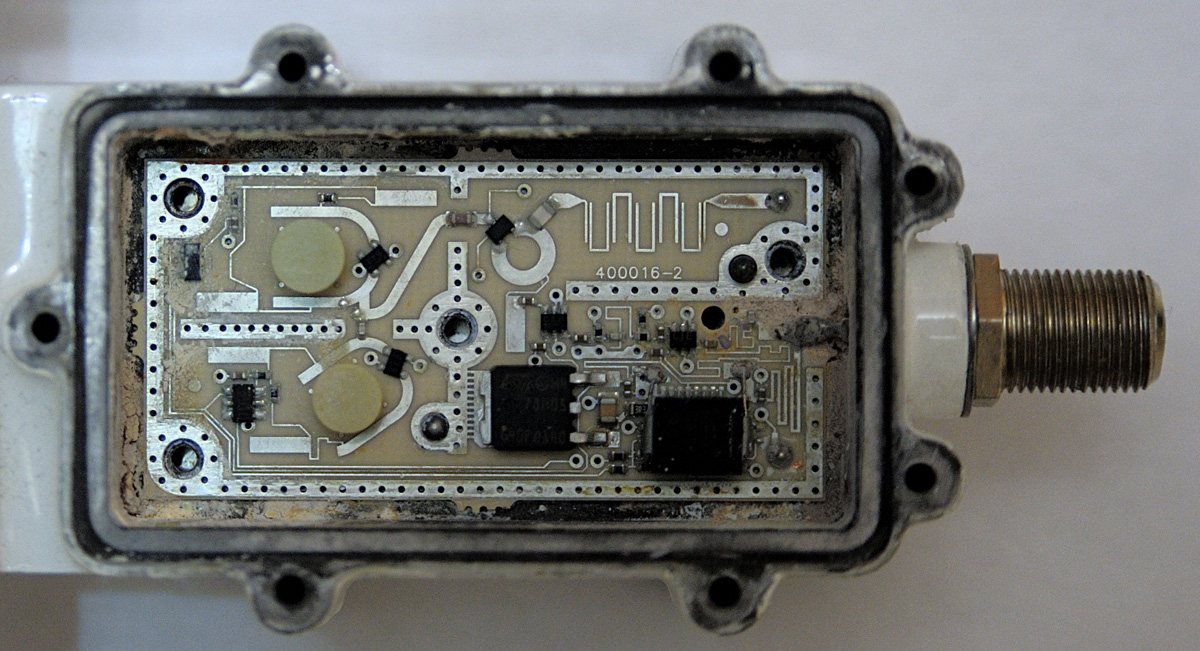
DRO LNB с двумя диэлектрическими резонаторами (светлые "шайбы" слева) для работы в двух поддиапазонах (10.7-11.7 ГГц и 11.7-12.7 ГГц).

Самые массовые спутниковые конвертеры имеют опорный генератор, построенный на основе диэлектрического резонатора (англ. Dielectric resonator oscillator, DRO).
Недостатком таких опорных генераторов является зависимость частоты от температуры окружающей среды и старения резонатора. Типичный допуск отклонения частоты гетеродина DRO LNB — до 900 кГц в обе стороны от номинала (зависит от модели конвертера, у дешёвых телевизионных конвертеров может быть и больше). Соответственно, меняется и частота выходного сигнала конвертера. По этой причине DRO LNB плохо применимы для приёма узкополосных сигналов, поскольку сигнал на выходе конвертера может оказаться за пределами полосы, в которой его ищет приёмник. Минимальная ширина полосы, в которой может надежно использоваться DRO LNB, зависит от характеристик приёмника (диапазона, в котором демодулятор производит поиск сигнала) и обычно составляет несколько мегагерц (или несколько мегасимволов в секунду).
Преимуществами DRO LNB является меньший фазовый шум, чем у других типов конвертеров и меньшая цена.
DRO LNB используется в телевизионном спутниковом приёме и при приёме широкополосных каналов в спутниковой связи. Для приёма узкополосных сигналов (некоторых телевизионных несущих, SCPC-каналов и TDMA-каналов в сетях спутниковой связи) требуются конвертеры, обеспечивающие более высокую стабильность частоты.

### Высокостабильные конвертеры (PLL LNB)
Опорные генераторы высокостабильных конвертеров строятся как синтезатор частоты с автоподстройкой по образцовому источнику (англ. Phase-locked loop, PLL). В качестве образцового обычно используется сигнал с частотой 10 МГц. Стабильность частоты опорного генератора у PLL LNB зависит от источника образцового сигнала.

#### С внутренней синхронизацией
PLL LNB с внутренней синхронизацией (англ. internal reference) имеют собственный термостатированный или термокомпенсированный кварцевый генератор, использующийся как источник образцовой частоты. Стабильность опорной частоты конвертера с внутренней синхронизацией может составлять от +/-2 кГц до +/-500 кГц, в зависимости от модели.

#### С внешней синхронизацией
PLL LNB с внешней синхронизацией (англ. external reference) не имеют собственного источника образцовой частоты. В качестве такого источника используется внешний генератор, сигнал образцовой частоты подается по тому же кабелю, по которому передается сигнал от конвертера (на некоторых моделях конвертеров есть отдельный вход для подачи образцового сигнала). Стабильность конвертера с внешней синхронизацией может быть сколь угодно высокой и зависит только от внешнего генератора, в качестве которого могут использоваться приёмники сигналов GPS и ГЛОНАСС, рубидиевые атомные часы и т. п.

## Рабочие диапазоны и частоты гетеродинов конвертеров
Диапазоны частот, используемые для спутниковой связи и вещания, могут иметь бо́льшую ширину, чем входной диапазон частот используемого приёмника. Поэтому диапазоны спутниковой связи разбиваются на поддиапазоны, для каждого из которых выбирается конвертер с такой частотой опорного генератора, чтобы полученный после преобразования сигнал попадал в диапазон приёмника.
Некоторые модели конвертеров работают только в одном поддиапазоне, другие имеют несколько переключаемых опорных генераторов, что позволяет использовать их для приёма различных поддиапазонов. Переключение опорного генератора конвертера может производиться разными способами — изменением напряжения питания, подачей на конвертер тонального сигнала 22 кГц, а также механическим переключателем на конвертере. Существуют также сдвоенные LNB (фактически, два LNB в одном корпусе) позволяющие одновременно принимать сигнал двух поддиапазонов на два разных приёмных устройства.

### Ku-диапазон

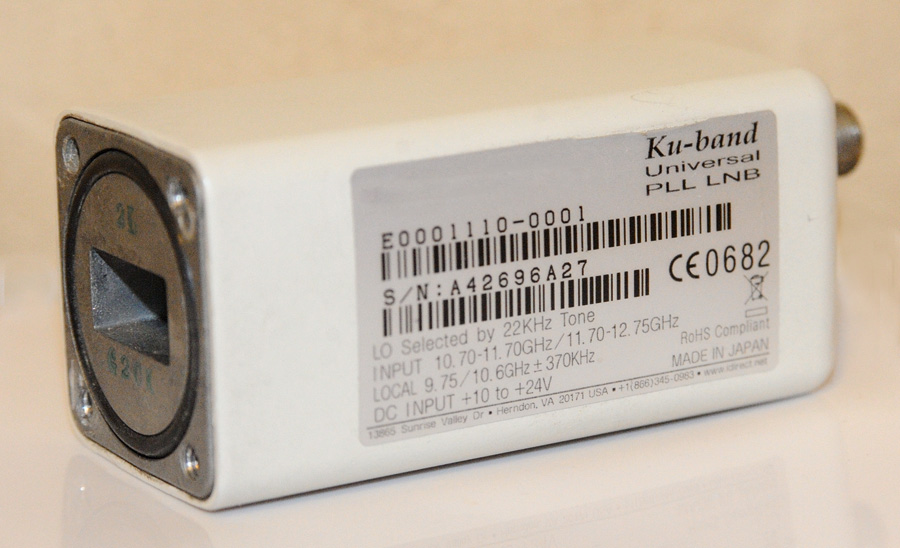
Конвертер Ku-диапазона с переключаемым опорным генератором

Для приёма сигнала в Ku-диапазоне используются частоты 10700-12750 МГц. Выпускаются конвертеры со следующими принимаемыми поддиапазонами и частотами генераторов (в том числе переключаемые и сдвоенные):
| Входной диапазон (RF), МГц | Частота опорного генератора (LO), МГц | Выходной диапазон (IF), МГц |
| -------------------------- | ------------------------------------- | --------------------------- |
| 10700-11700                | 9750                                  | 950-1950                    |
| 10700-11850                | 9750                                  | 950-2100                    |
| 10950-11700                | 10000                                 | 950-1700                    |
| 11700-12200                | 10750                                 | 950-1450                    |
| 11700-12750                | 10600                                 | 1100-2150                   |
| 11700-12750                | 10750                                 | 950-2000                    |
| 12200-12750                | 11250                                 | 950-1500                    |
| 12250-12750                | 11300                                 | 950-1450                    |

### C-диапазон

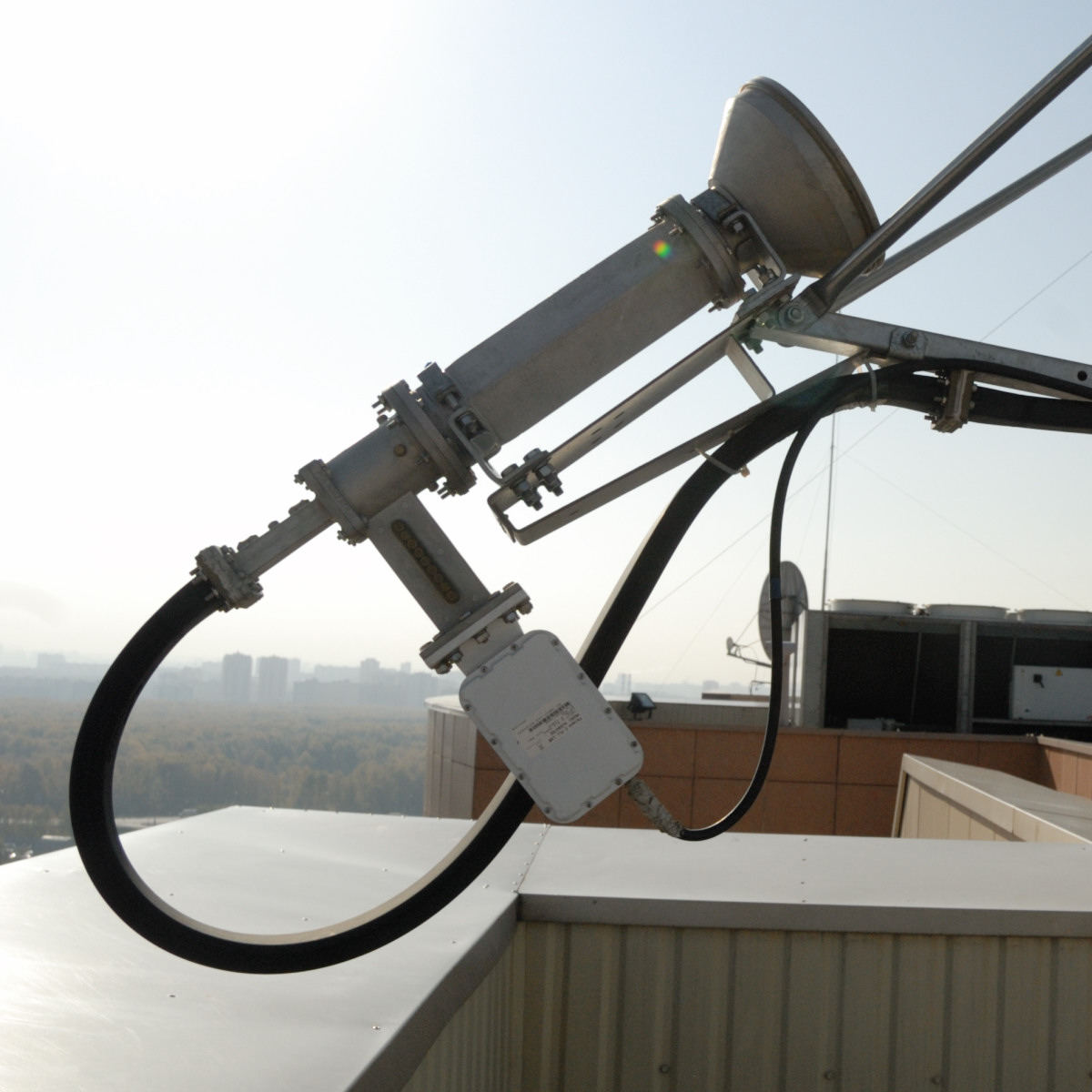
LNB С-диапазона с ОМТ и деполяризатором на облучателе антенны спутниковой связи

Для приёма сигнала в расширенном C-диапазоне используются частоты 3400-4200 МГц. В международной практике возможно применение частот до 4800 МГц. Выпускаются конвертеры со следующими принимаемыми поддиапазонами и частотами генераторов:
| Входной диапазон (RF), МГц | Частота опорного генератора (LO), МГц | Выходной диапазон (IF), МГц |
| -------------------------- | ------------------------------------- | --------------------------- |
| 3200-4200                  | 5150                                  | 950-1950                    |
| 3625-4200                  | 5150                                  | 950-1525                    |
| 3625-4800                  | 5750                                  | 950-2125                    |
| 4500-4800                  | 5950                                  | 1150-1450                   |

#### Инверсия спектра в конвертерах C-диапазона
В конвертерах С-диапазона входная (принимаемая со спутника) частота ниже, чем частота опорного генератора. Выходной сигнал конвертера получается путем вычитания входной частоты из частоты опорного генератора. Поэтому спектр сигнала на выходе конвертера инвертируется — более высокие частоты входного сигнала оказываются в нижней части выходного диапазона. Используемое вместе с конвертером оборудование спутникового приёма должно поддерживать режим инверсии спектра, чтобы принимать и декодировать сигнал.

### Ka-диапазон
Для приёма сигнала в Ка-диапазоне используются частоты 18200-22200 МГц.

## Конструкция и установка на антенне

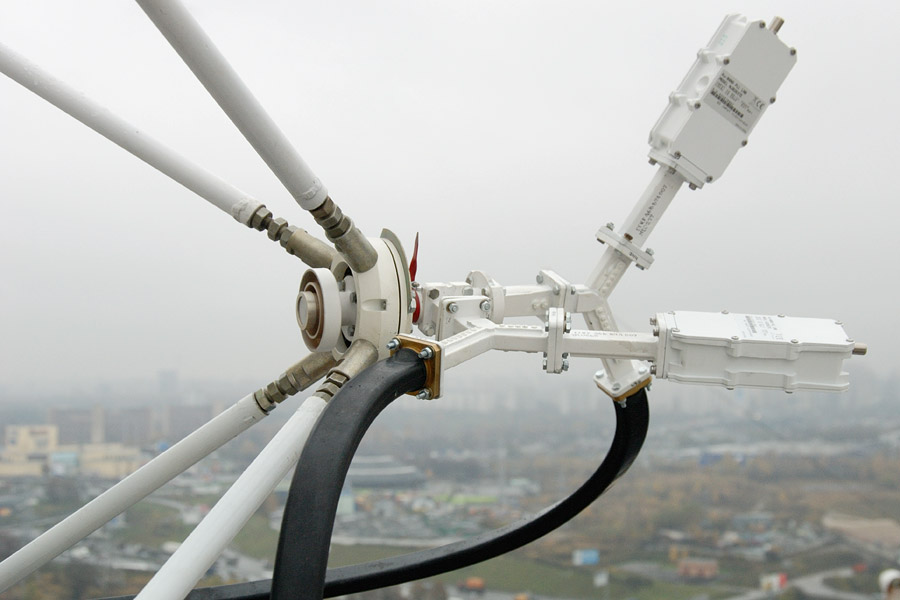
Два LNB Ku-диапазона для приёма двух ортогональных поляризаций

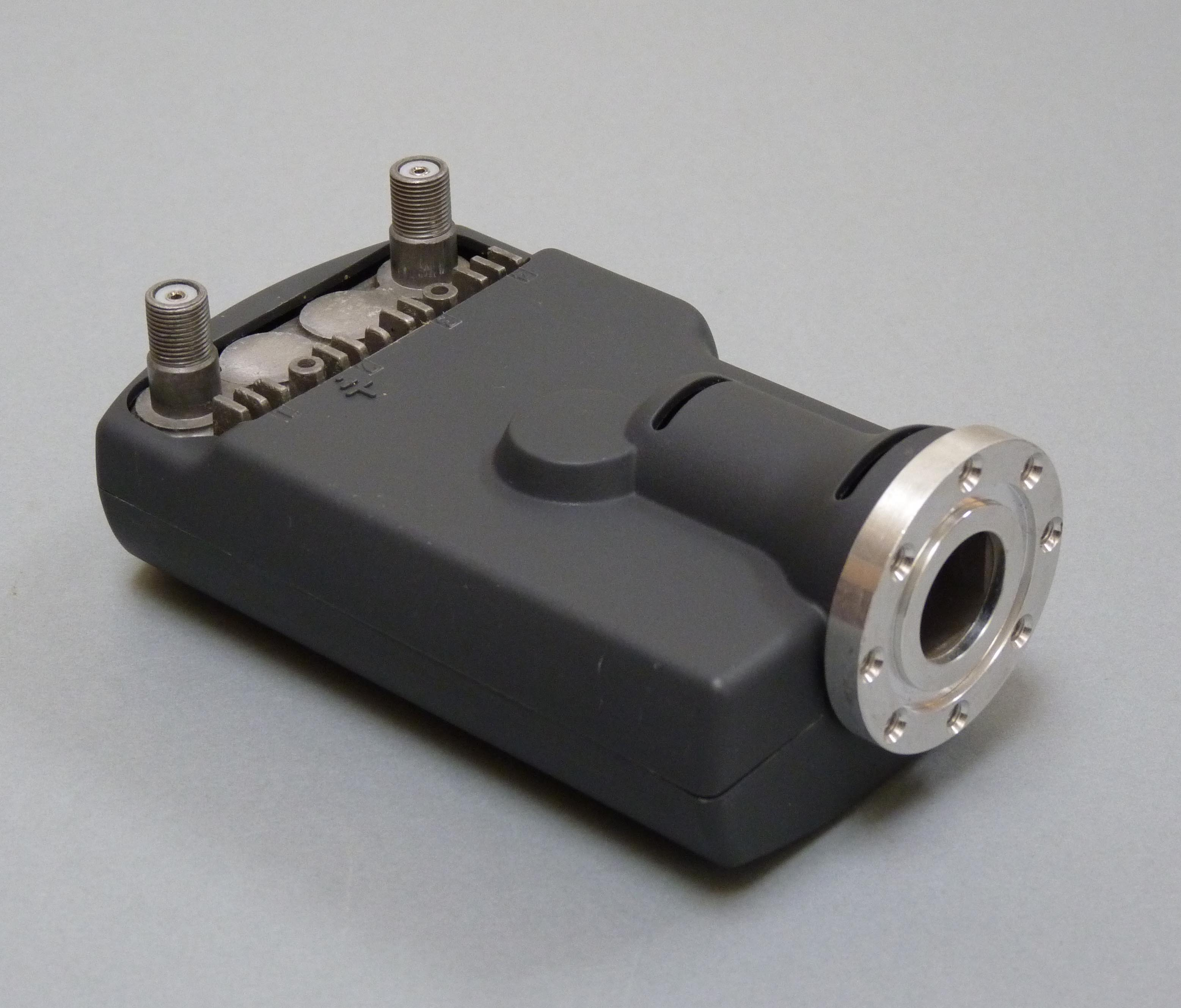
Сдвоенный конвертер с круглым волноводным фланцем

Конвертер предназначен для установки непосредственно на облучателе антенны, имеет всепогодное герметичное исполнение. Вход конвертера — волноводный фланец (с герметизирующим кольцом). Интегрированные с облучателем конвертеры выполняются в виде герметичного моноблока. Выход конвертера — высокочастотный коаксиальный разъем, обычно типа F (с волновым сопротивлением 75 Ом) или типа N (50 Ом). Питание конвертера (и, если требуется, подача образцовой частоты и управляющих сигналов) осуществляются через этот же разъем.

### Поляризация
Приёмным элементом конвертера является штыревая антенна (зонд). Конвертер с одним зондом может принимать сигнал в одной поляризации (линейной вертикальной или горизонтальной), в зависимости от его ориентации на антенне. Некоторые модели конвертеров, предназначенных для телевизионного приёма, имеют два ортогональных зонда, переключение между которыми позволяет принимать две поляризации без изменения ориентации (поворота) конвертера. Существуют также сдвоенные конвертеры (фактически, два конвертера в одном корпусе с общим опорным генератором), антенны которых расположены в ортогональных плоскостях. Такие конвертеры позволяют принимать сигналы одновременно в двух поляризациях на два различных приемных устройства.
Для приёма сигналов с круговой поляризацией между облучателем антенны и конвертером должен быть установлен деполяризатор, преобразующий круговую поляризацию в линейную. Рабочая поляризация (правая или левая) определяется взаимным расположением деполяризатора и штыревой антенны конвертера. Конвертер с двумя ортогональными антеннами может принимать обе круговые поляризации без изменения его ориентации относительно деполяризатора.
В России в диапазоне С используется в основном круговая поляризация. Для спутниковой связи и вещания в диапазоне Ku используется линейная поляризация, круговая поляризация в диапазоне Ku используется в верхнем поддиапазоне (11700-12750 МГц) на спутниках, осуществляющих непосредственное вещание.

### «Фланцевые» конвертеры
LNB, используемые в спутниковой связи и предназначенные для работы в одной поляризации имеют прямоугольный волноводный фланец, размер и тип которого зависит от используемого диапазона. В Ku-диапазоне используется фланец WR75, в C-диапазоне WR229. Между такими конвертерами и облучателем антенны устанавливается преобразователь поляризации — ортоплексор (англ. Orthomode transducer, OMT, polarization duplexer), выделяющий на двух портах две ортогональных поляризации (в VSAT-системах порт одной поляризации обычно используется для установки LNB, второй — для подключения BUC). При круговой поляризации между ортоплексором и облучателем устанавливается деполяризатор, тогда порты OMT соответствуют левой и правой поляризациям.
На спутниковых антеннах, предназначенных только для приёма, могут использоваться конвертеры с круглым фланцем, устанавливаемые непосредственно на облучатель антенны или деполяризатор, без ортоплексора. На входе такого конвертера присутствуют обе поляризации, а выбор требуемой осуществляется ориентацией штыревой антенны конвертера. При приёме круговой поляризации c такими конвертерами требуется деполяризатор, в качестве которого может использоваться пластина из диэлектрического материала, установленная в волноводе между облучателем и фланцем конвертера.

### Конвертеры «общего назначения» (интегрированные с облучателем, LNBF)

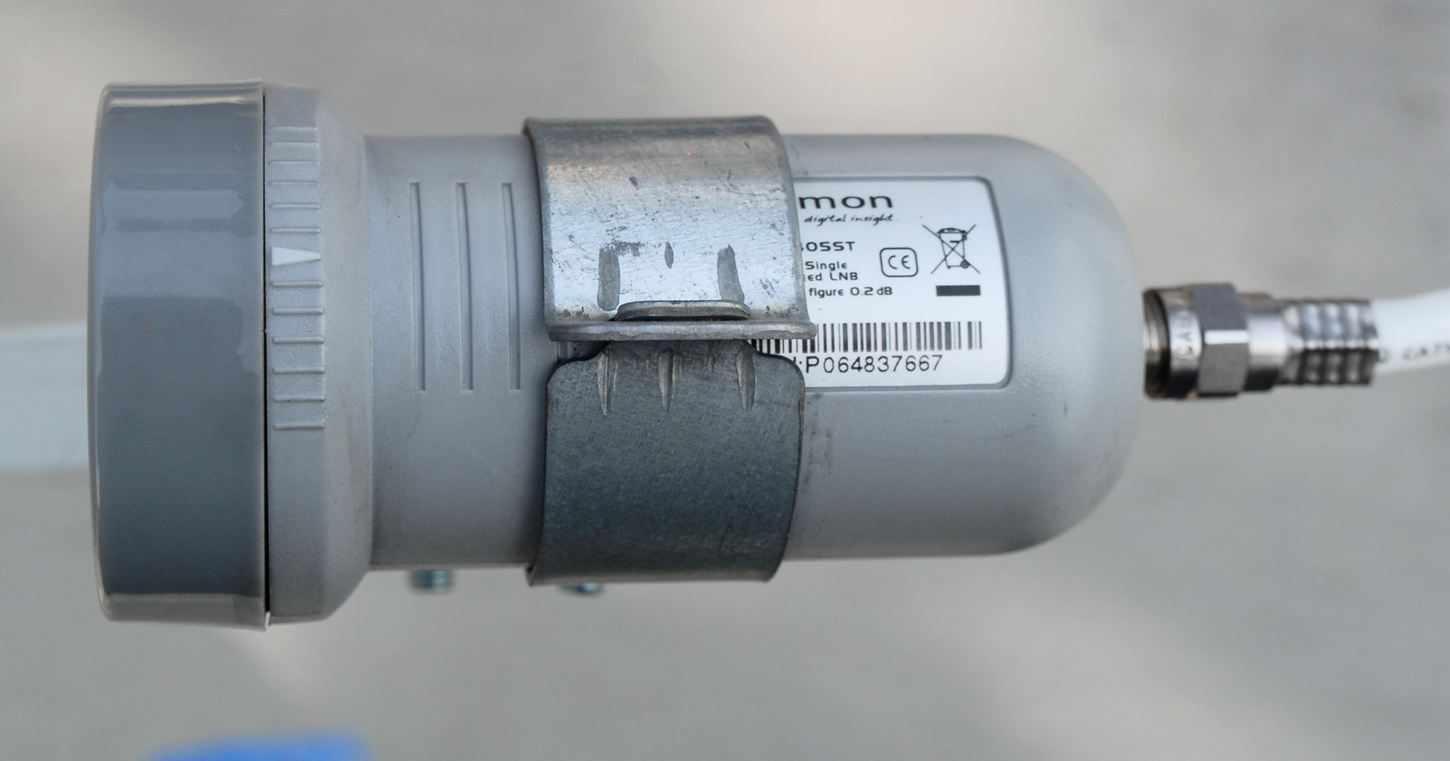
«Универсальный» спутниковый конвертер

Примеры маркировки конвертеров: универсального (линейной поляризации) и круговой поляризации

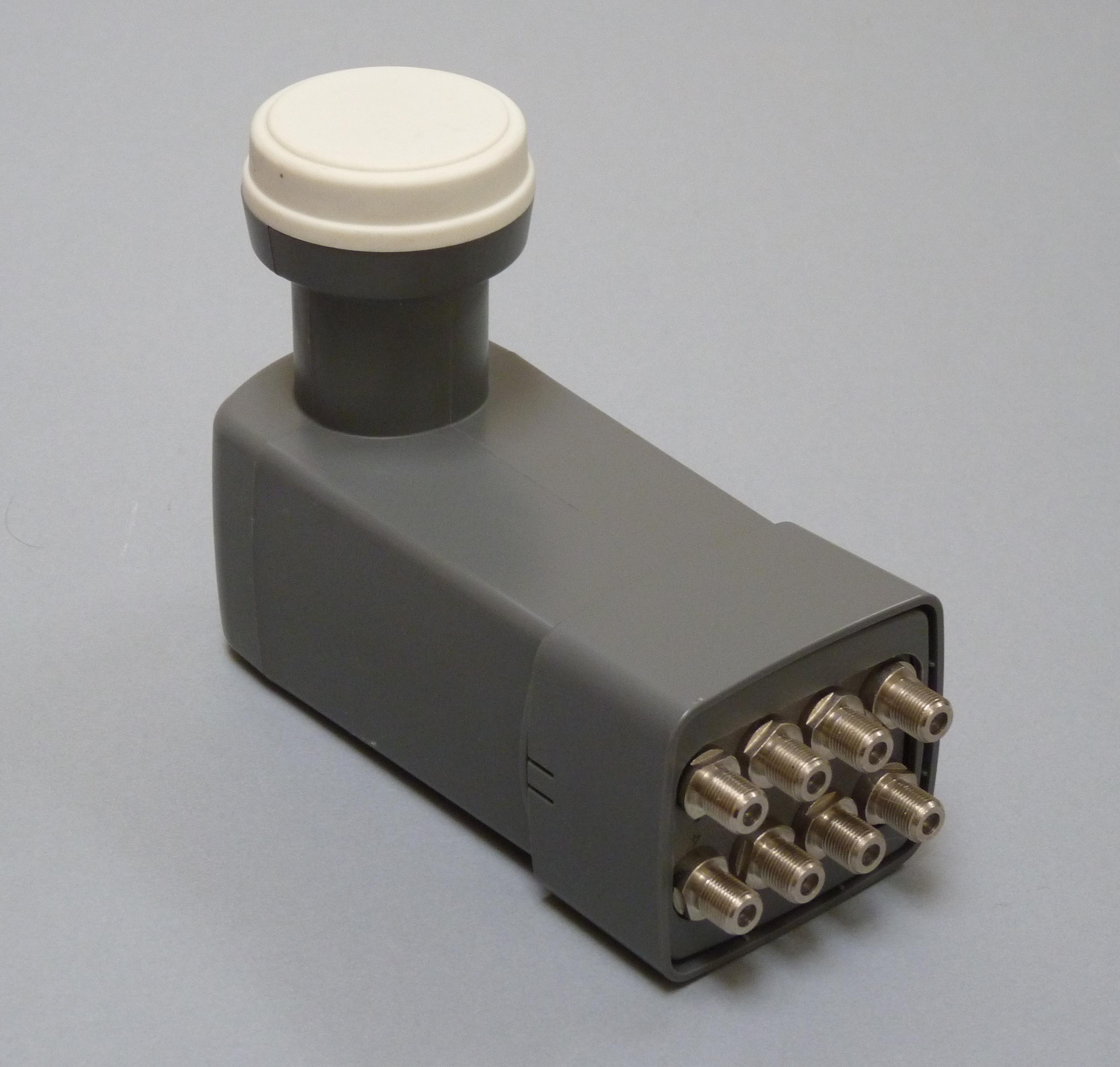
Конвертер с восемью выходами

В бытовых системах для приёма непосредственного спутникового телевещания в Ku-диапазоне используются конвертеры, конструктивно объединенные с облучателем антенны и, если нужно, деполяризатором (англ. LNB-Feedhorn, LNBF). Преимуществом таких конвертеров является низкая стоимость и простота установки на стандартное крепление различных антенн. Недостаток таких конвертеров — невозможность сделать универсальный облучатель, согласованный с различными антенными зеркалами. Усиление системы «зеркало-облучатель» в случае универсального облучателя будет заведомо хуже, чем при использовании облучателя, рассчитанного и изготовленного специально для данного типа зеркала. Высокий уровень сигнала современных спутников непосредственного вещания позволяет пренебречь этим недостатком и успешно использовать такие системы для массовых домашних установок.

#### «Универсальные» конвертеры
«Универсальный спутниковый конвертер» — это интегрированный с облучателем конвертер (LNBF) для приёма сигналов Ku-диапазона в линейной поляризации (со спутников семейств «Экспресс-АМ», «Ямал» и многих иностранных), который может устанавливаться на спутниковые антенны различных производителей и размеров. Используется для приёма спутникового телевидения и данных одностороннего спутникового Интернета. В англоязычных источниках такой тип конвертеров иногда называют «Astra» LNB (по семейству спутников Астра оператора SES, осуществляющих с 90-х годов цифровое телевещание на Европу). Конвертер имеет две ортогональных антенны и два опорных генератора, что позволяет ему переключаться между горизонтальной и вертикальной поляризацией и между нижним (10700-11700 МГц) и верхним(11700-12750 МГц) Ku-диапазоном.
Управление универсальным конвертером происходит по тому же кабелю, по которому передается питание и принимаемый сигнал. Поляризация переключается напряжением питания (13 Вольт — вертикальная, 18 Вольт — горизонтальная). Диапазон частот переключается подачей на конвертер тонального сигнала 22 кГц (нет сигнала — генератор 9750 МГц, нижний диапазон, есть сигнал — генератор 10600 МГц, верхний диапазон).

#### Конвертеры круговой поляризации
Могут называться также «конвертеры НТВ+» или «конвертеры Триколор». Предназначены для работы в верхнем Ku-диапазоне (11700-12750 МГц) с круговой поляризацией. Применяются для приема ТВ-вещания со спутников «Экспресс-АМУ1», «Экспресс-АТ1», «Экспресс-АТ2» (операторы НТВ+, Триколор ТВ, STV).
Внешне такой конвертер ничем не отличается от «универсального», но имеет встроенный деполяризатор и только один опорный генератор c частотой 10750 МГц. Отличить конвертер для круговой поляризации можно по слову CIRCULAR в названии.
Переключение между поляризациями производится напряжением питания конвертера, 13 Вольт — правая, 18 Вольт — левая.

#### Конвертеры с несколькими выходами
Конвертеры с несколькими выходами (два, четыре или восемь, англ. twin, quad, octo) используются для подключения к одной антенне нескольких приёмных устройств (телевизионные ресиверы, карты DVB/S2, спутниковые приёмники головных станций сети кабельного телевидения и т. п.). Для каждого устройства, подключенного к своему выходу, требуется прокладка отдельного кабеля. Для каждого из устройств это выглядит как подключение к отдельному конвертеру и позволяет независимо от остальных выбирать поддиапазон, поляризацию и несущую частоту принимаемого со спутника сигнала. Питание такого конвертера может осуществляться по кабелю, подключенному к любому из выходов. Часть выходов может быть не подключена (но следует принять меры от попадания на их разъемы влаги).

#### Мультифид
Мультифид — установка на одной антенне нескольких конвертеров для приёма сигнала с нескольких спутников.